# جون والش
جون والش (بالإنجليزية: John Walsh)‏ (و. 1726 – 1795 م) هو أحيائي، وسياسي، وعالم حيواني من مملكة بريطانيا العظمى، وكان عضوًا في الجمعية الملكية، توفي في لندن، عن عمر يناهز 69 عاماً.

## مناصب
تولى منصب عضو مجلس الشعب في برلمان بريطانيا العظمى.

## جوائز
حصل على جوائز منها:
- وسام كوبلي (1773)[2]
- زميل في الجمعية الملكية.